# Beilschmiedia tawa
Beilschmiedia tawa är en lagerväxtart som beskrevs av Thomas Kirk. Beilschmiedia tawa ingår i släktet Beilschmiedia och familjen lagerväxter. Inga underarter finns listade i Catalogue of Life.